# Мелис
Мелис от Самос, Мелис Самоски (на старогръцки Μέλισσος ὁ Σάμιος) – древногръцки философ, един от видните представители на школата на „елеатите”.

## Биография
За живота на Мелис знаем от фрагмени в творбите на антични автори като Диоген Лаерций, Плутарх, Аристотел, Симплиций, Ямблих и други. Роден е в знатно семейство, син на Итаген. Ученик и последовател на Парменид. Имал е контакти с Хераклит Ефески, но от източниците не става ясно, дали се е учил от него, или само е влизал в спор. Възможно е да е бил последовател на питагорейството, въпреки че критикува някои негови положения.
Освен като Философ е известен като политически и военен деятел. Политически противник на Перикъл, водач на флотата на самосците по време на Пелопонеските войни. Аристотел твърди, че самият Перикъл е претърпял от него тежко поражение в морски бой. Смята се също, че Темистокъл е бил негов ученик.

## Философия
Мелис е автор на недостигналото до нас произведение „За природата“, части от което са известни по цитати от други антични автори, в което критикува както възгледите на атомистите, така и на питагорейците, Емпедокъл и Хераклит от гледната точка на елеатите, разбиращи битието като единно, неподвижно, непрекъснато, безкрайно, нематериално, самодостатъчно и самотъждествено, непородено във времето: „Това, което е, е било винаги и ще бъде вечно. Защото ако то е възникнало, това означава, че преди възникването си не е съществувало. А ако е нямало нищо, то нищо не може нещо да съществува, защото от нищото не може да възникне нищо“ (Аристотел, Физика D 6. 213 b 12). Новото при Мелис, по сравнение с по-ранните елеати е, че безкрайността на битието вече се разбира не само в темпорален, но и в пространствен смисъл.